# Aclimação
Aclimação é um bairro nobre localizado na região central da cidade de São Paulo. Pertence ao distrito da Liberdade, administrado pela Subprefeitura da Sé.
Limita-se com os bairros: Paraíso, Liberdade, Vila Mariana, Vila Deodoro, Cambuci e Morro da Aclimação.

## História
Apesar de sua localização, Aclimação é um dos bairros mais jovens de sua região, a central. Nasceu no século XX, depois que outros de perfil mais aristocrático, como Higienópolis, Pacaembu, Campos Elísios, ou mesmo industriais, como o Brás, haviam surgido. Todos desenvolveram-se a partir do loteamento das antigas chácaras e fazendas que tomavam as terras da capital, circundando os vários "caminhos de tropeiros", que faziam a ligação entre o centro da cidade, o sertão e o litoral. Havia o Caminho do Carro para Santo Amaro, que seguia por onde hoje estão as avenidas da Liberdade, Vergueiro e Domingos de Morais em direção ao distante povoado de Santo Amaro. Havia também o Caminho de Pinheiros, que partia da Sé, atravessava o Vale do Anhangabaú e descia pela atual rua da Consolação em direção ao que na época era um povoado indígena. Havia ainda um caminho para Minas Gerais, um para Goiás e também o Caminho do Mar ou Estrada de Santos, que descia a Rua da Glória, atravessava o rio Lavapés (hoje canalizado e oculto sob o nível da rua), seguia pelo Ipiranga e acabava em Santos.
O local que deu origem ao bairro da Aclimação é uma área sinuosa, cheia de morros e baixadas, um triângulo conhecido como Sítio Tapanhoin, demarcado pelo Caminho do Mar e pelos córregos Lavapés e Cambuci. Foi essa área que Carlos Botelho, médico nascido em Piracicaba e formado em Paris, adquiriu em 1892, em busca da realização de um desejo nascido na capital francesa: a criação de uma versão brasileira para o Jardin d’Acclimatation, que, entre outras atrações, possuía um zôo e servia de base para a aclimatação de espécies exóticas, além de experiências envolvendo reprodução e hibridação de animais. Assim, o nome indígena deu lugar à inspiração francesa no que passou a se chamar Jardim da Aclimação, origem do atual Parque da Aclimação e de todo o bairro.
Durante 30 anos, até a década de 1920, este jardim, muito maior do que é hoje, foi uma das grandes atrações da capital. No local Botelho conseguiu criar um complexo de lazer e de pesquisa. Ali, o médico, pesquisador e político realizava a quarentena, ou "aclimatação" de gado trazido da Holanda. Na "cremérie", os frequentadores do parque podiam beber leite tirado na hora ou adquirir derivados como creme ou queijo. Lá também funcionava a sede da Sociedade Hípica Paulista, que depois transferiu-se para o Brooklin Novo, um posto zootécnico e um laboratório de pesquisas científicas. Para o lazer, havia o bosque, o lago formado a partir do represamento de córregos da região, no qual havia canoas para passeios, um zoológico (o primeiro da cidade) com ursos, leões, macacos, elefantes, onças e outros animais, além de salão de baile, rink de patinação, barracas de jogos, aquário, parque de diversões. Para entrar, os visitantes pagavam 300 réis. Por se tratar de uma região semideserta, o acesso ao Jardim da Aclimação através de transporte público só era possível aos domingos e feriados, quando o bonde nº 28 partia da Sé.
Anexa ao jardim, havia uma extensa área privada pertencente à família Botelho. Na década de 1930, ela começou a ser loteada pelos filhos do médico, que há anos enveredara para a atividade política e passara a propriedade das terras aos seus herdeiros. Em 1938, ao ser informado de que estes, com dificuldades para arcar com a manutenção e despesas do Jardim da Aclimação, iriam loteá-lo também, o prefeito Prestes Maia propôs a compra do local. Em 16 de janeiro de 1939, os herdeiros Antônio Carlos de Arruda Botelho, Constança Botelho de Macedo Costa e Carlos José Botelho Júnior oficializaram a venda da área de 182 mil metros quadrados à prefeitura de São Paulo, por um valor de 2.850 contos de réis. Paradoxalmente, a aquisição marcaria não o renascimento do Jardim da Aclimação, mas o fim, em definitivo, da maior parte de suas atrações, e o início de longos períodos de alternância entre abandono e revitalização da área verde.

### Ocupação e verticalização
Enquanto o Jardim da Aclimação ainda vivia seus dias de glória, o que viria a ser um bairro começava a tomar forma. Se em 1900 existiam apenas as ruas e avenidas que hoje o delimitam em relação a seus vizinhos, como Vergueiro, Lins de Vasconcelos ou Tamandaré, em 1905 estavam abertas as ruas Pires da Mota, Cururipe, Espírito Santo, José Getúlio, Baturité e o trecho inicial da atual Avenida da Aclimação. Em 1914, já constavam do mapa as ruas Machado de Assis, além de parte da Paula Ney e José do Patrocínio. Entre essas vias - localizadas na área mais íngreme das terras chamadas de Morro da Aclimação e pertencentes originalmente à família de Francisco Justino da Silva, e outras, como a Lins de Vasconcelos, a Avenida da Aclimação e o próprio Jardim da Aclimação - tudo o que existia ainda era um longo trecho com características rurais, dominado por mato, córregos, plantações e estábulos.
Em 1916, sempre respeitando a sinuosidade da região, começou a ser aberta uma série de ruas que formam um semicírculo a partir da avenida da Aclimação, convergindo para o Largo Rodrigues Alves, atual Praça General Polidoro, todas com nomes de pedras preciosas: Turmalina, Topázio, Diamante, Ágata, Safira, Esmeralda, Rubi, etc. Mais acima, em direção à rua Nilo, a inspiração para o nome dos logradouros foram os planetas do sistema solar: Júpiter, Urano, Saturno. Só após 1928 os mapas mostram uma relativa ocupação do Morro da Aclimação entre a rua Jurubatuba (atual Avenida Armando Ferrentini) e o cemitério de Vila Mariana.
Nascia ali um bairro residencial de classe média, no qual predominavam as casas térreas e os sobrados, que receberam italianos, japoneses, portugueses e paulistanos.
Em 1938 foi criado o subdistrito da Aclimação, extinto em 1986, quando o município de São Paulo foi reorganizado em 96 distritos. Contudo, existe ainda o Cartório do Registro Civil do Subdistrito da Aclimação, criado por competência do Poder Judiciário estadual.
A partir da década de 1970, no entanto, a expansão imobiliária fez surgir mais e mais edifícios, marcando a verticalização crescente do bairro, o aumento da população e a consequente instalação de bancos, escolas, casas de comércio, imobiliárias e prestadoras de serviços para atender às demandas dos moradores. Em vias importantes como a Avenida da Aclimação, são poucos os endereços residenciais que ainda resistem ao assédio do mercado imobiliário.

## Atualidade
Em virtude de sua localização recebe diversos empreendimentos imobiliários destinados à classe-média alta e torna-se cada vez mais valorizado.  Esse "boom imobiliário" causa adensamento no trânsito e o desaparecimento das características originais do bairro, como as residências geminadas e os sobrados antigos. Há também uma mudança do perfil socioeconômico de classe média alta, podendo ser classificado como bairro nobre, razão pela qual o CRECI o considera como uma "Zona de Valor B": Brooklin, Cerqueira César, Pinheiros, Alto da Lapa, Jardim Paulistano, Paraíso, Vila Olímpia e outras áreas nobres da capital também estão presentes nesse grupo.
Aclimação é um dos redutos da comunidade coreana da cidade. Nos arredores da Praça General Polidoro abriga restaurantes, igrejas e outros comércios tipicamente asiáticos. A forte presença coreana é atestada pelos frequentadores do parque do bairro, que em sua maioria pertencem à comunidade. Conforme pesquisas feitas por imobiliárias da região estima-se que 30% dos moradores de cada edifício do bairro sejam coreanos ou descendentes. Uma das explicativas para essa escolha é a presença de igrejas presbiterianas nas áreas próximas ao bairro, já que o protestantismo é praticado pela maioria.
Teve a maior queda de granizo da história no bairro em maio de 2014, levando à morte de todos os peixes do lago do Parque da Aclimação, destruindo casas e acumulando mais de 310 toneladas de gelo nas ruas do bairro. 